# Russowia sogdiana
Russowia sogdiana là một loài thực vật có hoa trong họ Cúc. Loài này được (Bunge) B.Fedtsch. miêu tả khoa học đầu tiên.